# High Stoop
High Stoop – wieś w Anglii, w hrabstwie Durham. Leży 18 km na zachód od miasta Durham i 379 km na północ od Londynu.